# Le Fouilloux

Le Fouilloux este o comună în departamentul Charente-Maritime, Franța. În 1 ianuarie 2022 avea o populație de 760 de locuitori.